# Reteporella nanshaensis
Reteporella nanshaensis is een mosdiertjessoort uit de familie van de Phidoloporidae. De wetenschappelijke naam van de soort is voor het eerst geldig gepubliceerd in 1991 door Lu, Nie & Zhong in Lu.